# زنکا
زِنِکا (انگلیسی: Zeneca) یک شرکت داروسازی بریتانیایی بود، که در سال ۱۹۹۳ تأسیس شد. زنکا در سال ۱۹۹۹ با آسترا آبه سوئد ادغام شد و آسترازنکا را تشکیل داد.